# Saint-Lin
Saint-Lin ist eine französische Gemeinde mit 305 Einwohnern (Stand: 1. Januar 2022) im Département Deux-Sèvres in der Region Nouvelle-Aquitaine. Sie gehört zum Arrondissement Parthenay und zum Kanton La Gâtine.

## Geographie
Saint-Lin liegt etwa 13 Kilometer südlich von Parthenay und 28 Kilometer nordöstlich von Niort. An der westlichen Gemeindegrenze verläuft der Fluss Chambon. Saint-Lin wird umgeben von den Nachbargemeinden Vouhé im Nordwesten und Norden, Beaulieu-sous-Parthenay im Norden und Nordosten, Reffannes im Osten, Clavé im Südosten und Süden, Saint-Georges-de-Noisné im Süden sowie Verruyes im Westen.

## Bevölkerungsentwicklung
| Jahr      | 1954 | 1962 | 1968 | 1975 | 1982 | 1990 | 1999 | 2006 | 2019 |
| Einwohner | 483  | 412  | 397  | 374  | 348  | 354  | 358  | 377  | 326  |

## Sehenswürdigkeiten

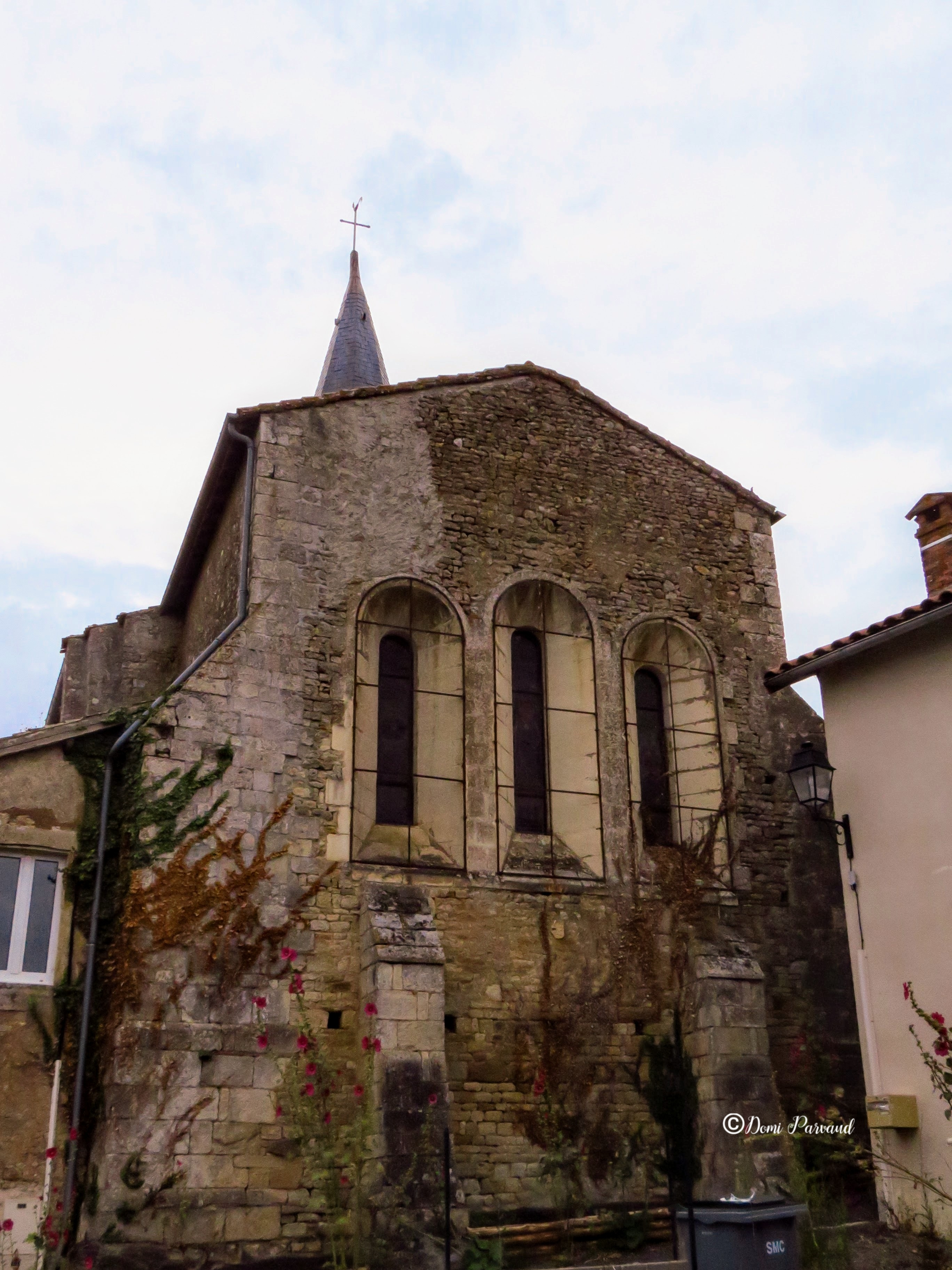
Kirche Saint-Léon

- Kirche Saint-Léon